# Шрётер, Иоганн Иероним
 Иоганн Иероним Шрётер  (нем. Johann Hieronymus Schröter; 30 августа 1745, Эрфурт — 29 августа 1816, Лилиенталь) — немецкий астроном. Основатель Лилиентальской обсерватории.
Член Германской академии естествоиспытателей «Леопольдина» (1793), Лондонского королевского общества (1798), член-корреспондент Петербургской академии наук (1794), Парижской академии наук (1807), Баварской академии наук (1808).

## Биография
Родился в Эрфурте.
С 1762 по 1767 годы изучал право в Гёттингенском университете, после чего начал юридическую практику продолжительностью десять лет.
В 1777 году он был назначен секретарём Королевской Палаты Георга III в Ганновере, где он познакомился с двумя братьями Уильяма Гершеля.
В 1779 году он приобрел телескоп-рефрактор с 2,25-дюймовой линзой для наблюдений за Солнцем, Луной и Венерой. Открытие У. Гершелем Урана в 1781 году вдохновило Шрётера заняться серьёзно астрономией. В 1784 году он приобрел за 31 рейхсталер телескоп-рефлектор Гершеля с фокусным расстоянием в 122 сантиметра. В 1786 году приобрёл за 600 рейхсталеров (его доход за шесть месяцев) телескоп-рефлектор с фокусным расстоянием 214 сантиметров с окулярами, позволяющими достичь 1200-кратного увеличения. С помощью этого телескопа он систематически наблюдал Венеру, Марс, Юпитер и Сатурн. Выполнил многочисленные рисунки поверхности Марса. В 1791 году он издал исследование топографии Луны (Selenetopographische Fragmente). В 1793 году он был первым, кто обнаружил аномалию фазы Венеры, теперь известную как эффект Шрётера.
Избран членом Королевской шведской Академии наук в 1794 году.
В 1813 году, во время Наполеоновских войн в обсерватории Шрётера французскими войсками под командованием Вандама были уничтожены все его рукописи, книги сожжены. Шрётер не сумел оправиться от этой катастрофы.
Его рисунки Марса оставались неизвестными до 1873 года, когда их обнаружил Франсуа Терби и были изданы лишь в 1881 году благодаря Х. Г. Бахузену.
В честь Шрётера назван лунный кратер, кратер на Марсе, астероид Шрётерия, а также Долина Шрётера на Луне.